# Roman Gileta
Roman Gileta (ur. 22 września 1949 w Malborku) – polski poeta, prozaik, dziennikarz, animator i działacz kultury; zajmujący się poezją konkretną, haiku, mail-artem.

## Życiorys
Dzieciństwo spędził w Malborku, gdzie rozpoczął naukę w Publicznej Szkole Podstawowej nr 1 im. Marii Konopnickiej. W 1956 razem z rodzicami przeprowadził się do Wałbrzycha. Tam uczył się w Szkole Podstawowej nr 4 na Nowym Mieście. Po jej ukończeniu złożył dokumenty do 5-letniego Technikum Górniczego im. Wincentego Pstrowskiego przy al. Wyzwolenia. Ostatecznie postanowił pójść do Zasadniczej Szkoły Górniczej im. Maurycego Thoreza, przy ul. Przywodnej na Starym Zdroju. ZSG ukończył z nagrodą z języka polskiego. W tym okresie każda kopalnia w Wałbrzychu miała szkołę przyzakładową. Rozpoczął naukę w Wieczorowym Technikum Górniczym im. W. Pstrowskiego na kierunku eksploatacja złóż, bez skierowania z PZPR, które wtedy było wymagane. Równocześnie pracował w KWK „Thorez”. Po trzecim semestrze został skreślony z listy uczniów TG z powodu braku skierowania. Dwa lata uczęszczał do wieczorowego Liceum Ogólnokształcącego na Nowym Mieście. Na dalszą naukę nie pozwoliła praca zawodowa.
Od kwietnia 1977 do grudnia 1981 prowadził i pracował w Rolniczej Spółdzielni Produkcyjnej w Kątach Bystrzyckich. Imał się wielu zawodów (murarz, kamieniarz, kelner, oborowy, traktorzysta). Mieszka w Wałbrzychu.

## Twórczość
Debiutował w 1974 w „Nowym Wyrazie”. Jego wiersze były tłumaczone na języki: angielski, czeski, francuski, serbski, węgierski. Wydał także zbiór opowiadań.

Świat przedstawiony jego wierszy to często nieoficjalna strona egzystencji, życie nie od święta, to ludzie usuwani najczęściej z pola widzenia, margines społeczności, w którym narrator czuje się jak ryba w wodzie i gdzie potrafi, na zasadzie ogólnej kumpelskiej równości, być sobą, poetą właśnie, nieraz zaskakująco lirycznym, nieraz może zbyt publicystycznym. Antoni Matuszkiewicz

## Funkcje
- prezes Stowarzyszenia Środowisk Twórczych w Wałbrzychu[1]
- wiceprezes Wałbrzyskiego Klubu Literackiego[1],
- wiceprezes Rolniczej Spółdzielni Produkcyjnej w Kątach Bystrzyckich,
- przewodniczący NSZZ „Solidarność” Rolniczych Spółdzielni Produkcyjnych,

## Organizator
- Wigilia Poetów,
- Jesienne Spotkania z Poezją i Prozą,
- Wałbrzyskie Ścieżki Literackie,
- Lekcja Poezji,
- Wałbrzyska Giełda Staroci,
- Kanapa Teatralna (współorganizacja),
- Wałbrzyski Wolny Rynek Artystyczny.

## Publikacje
- Fakty, poezja, Wałbrzych 1976[1]
- [Wiersze] Wałbrzyski Klub Literacki, Wałbrzych 1979[1]
- Trzy twarze, poezja, Wojewódzki Dom Kultury, Wałbrzych 1980
- Zwiad, dokument życia społecznego, Kłodzki Klub Literacki, Kłodzki Ośrodek Kultury, 1981
- Za płotem, program wieczoru poezji z wierszami, grafika Michał Fostowicz-Zahorski, 1982
- Obudzić ciszę, poezja, Wojewódzkie Centrum Kultury, Wałbrzych 1987
- Nokturn domowy, dokument życia społecznego, Ośrodek Teatru Otwartego OTO „Kalambur”, Wrocław 1987[3]
- Zatrzymać siebie, poezja, Instytut Klimatyzacji Sztuki, Wałbrzych 1997
- Profile, Stowarzyszenie Środowisk Twórczych w Wałbrzychu, 2001
- Łajza, Oficyna Wydawnicza Stowarzyszenia Środowisk w Wałbrzychu, 2009
- Wybór opowiadań, red. i wstęp Antoni Matuszkiewicz, Stowarzyszenia: Środowisk Twórczych i Autorów Polskich, Oddział w Wałbrzychu, 2011
- Wyrwane z życiorysu, proza, 2020 ISBN 978-83-66926-50-9.

Prasa: „Akcent”, „Fakty”, „Kultura”, „Odra”, „Poezja”, „Regiony”, „Tygodnik Literacki”, „Życie Literackie”.
Zbiorowe: Almanach Wałbrzyski, Kultura Dolnośląska, Niedokończony obraz (Warszawa, 2011), Prezentacje, Puls, Sudecki Pociąg Poetycki, Szybki Pociąg Haiku (2018), Tor, Witryna, Znaki Wyobraźni, w antologiach Dni Poezji w Broumovie (2005–2009).

## Nagrody
- Nagroda Wojewody Wałbrzyskiego „Zasłużony Działacz Kultury”,
- Nagroda Prezydenta Miasta Wałbrzycha i Starosty Powiatu Wałbrzyskiego za działalność literacką,
- Stypendium Rady Miejskiej Wałbrzycha,
- Nagroda Rady Miejskiej Wałbrzycha,
- Odznaka honorowa „Zasłużony dla Kultury Polskiej” Ministra KiDN, 2012,
- Nagroda Literacka im. Stefana Żeromskiego, 2013,
- Nagroda Kulturalna Dolnego Śląska „Silesia”, 2013.